# Alberto Nambeia
Alberto Mbunhe Nambeia (Mansôa, 4 de maio de 1964 - Lisboa, 25 de janeiro de 2023) foi um político guineense. Foi entre 2012 e 2023 líder do Partido da Renovação Social sucedendo Kumba Yalá.